# 大同桥
大同桥是朝鮮民主主義人民共和國平壤一座跨越大同江的桥梁。 
这座桥由日本人建造，于1905年竣工。它在朝鲜战争中遭到毁坏。一張名為朝鲜难民过残桥的照片拍攝的就是這座橋。朝鮮戰爭結束後，該橋又被修復。